# Osame Sahraoui
Osame Sahraoui (Oslo, 11 giugno 2001) è un calciatore marocchino con cittadinanza norvegese, attaccante del Lilla.

## Carriera

### Club
Cresciuto nel settore giovanile del Vålerenga, debutta in prima squadra il 21 giugno 2020, in occasione dell'incontro di Eliteserien pareggiato per 2-2 contro lo Stabæk.
Il 31 gennaio 2023 viene acquistato dall'Heerenveen, firmando un contratto di durata triennale. Il 4 febbraio ha esordito in Eredivisie, disputando l'incontro perso per 1-0 contro l'Utrecht, mentre ha realizzato la sua prima rete in campionato il 19 febbraio, nell'incontro vinto per 1-2 contro il Cambuur.
Il 1º agosto 2024 viene ceduto a titolo definitivo al Lilla.

### Nazionale

#### Norvegia
L'8 ottobre 2021 debutta con la nazionale norvegese Under-21 nell'incontro perso per 3-2 contro la Croazia, valido per le qualificazioni al campionato europeo di calcio Under-21 2023.
Il 31 maggio 2023 è stato incluso tra i convocati del commissario tecnico Leif Gunnar Smerud in vista dell'imminente campionato europeo Under-21.
Il 29 agosto 2023 viene convocato per la prima volta in nazionale maggiore. Il 7 settembre seguente fa il suo esordio, subentrando al 73º a Sander Berge nell'amichevole vinta 6-0 contro la Giordania.

#### Marocco
Successivamente ha optato per rappresentare il Marocco, da cui è stato convocato per la prima volta il 3 ottobre 2024 in vista della doppia sfida contro la Rep. Centrafricana. Il 15 ottobre seguente, dopo essere rimasto in panchina nella prima sfida, ha esordito con la selezione marocchina nella seconda (vinta per 4-0 dai marocchini).

## Statistiche

### Presenze e reti nei club
Statistiche aggiornate al 25 gennaio 2025.
| Stagione          | Squadra           | Campionato        | Campionato | Campionato | Coppe nazionali | Coppe nazionali | Coppe nazionali | Coppe continentali | Coppe continentali | Coppe continentali | Altre coppe | Altre coppe | Altre coppe | Totale | Totale |
| Stagione          | Squadra           | Comp              | Pres       | Reti       | Comp            | Pres            | Reti            | Comp               | Pres               | Reti               | Comp        | Pres        | Reti        | Pres   | Reti   |
| ----------------- | ----------------- | ----------------- | ---------- | ---------- | --------------- | --------------- | --------------- | ------------------ | ------------------ | ------------------ | ----------- | ----------- | ----------- | ------ | ------ |
| 2018              | Vålerenga 2       | 2D                | 10         | 0          | -               | -               | -               | -                  | -                  | -                  | -           | -           | -           | 10     | 0      |
| 2020              | Vålerenga         | ES                | 28         | 5          | -               | -               | -               | -                  | -                  | -                  | -           | -           | -           | 28     | 5      |
| 2021              | Vålerenga         | ES                | 27         | 2          | CN              | 3               | 0               | UECL               | 2                  | 0                  | -           | -           | -           | 32     | 2      |
| 2022              | Vålerenga         | ES                | 29         | 6          | CN              | 2               | 0               | -                  | -                  | -                  | -           | -           | -           | 31     | 6      |
| Totale Vålerenga  | Totale Vålerenga  | Totale Vålerenga  | 84         | 13         |                 | 5               | 0               |                    | 2                  | 0                  |             | -           | -           | 91     | 13     |
| gen.-giu. 2023    | Heerenveen        | ED                | 15+2       | 1          | CO              | 2               | 0               | -                  | -                  | -                  | -           | -           | -           | 19     | 1      |
| 2023-2024         | Heerenveen        | ED                | 32         | 8          | CO              | 1               | 0               | -                  | -                  | -                  | -           | -           | -           | 33     | 8      |
| Totale Heerenveen | Totale Heerenveen | Totale Heerenveen | 47+2       | 9          |                 | 3               | 0               |                    | -                  | -                  |             | -           | -           | 52     | 9      |
| 2024-2025         | Lilla             | L1                | 18         | 1          | CF              | 2               | 0               | UCL                | 12                 | 2                  | -           | -           | -           | 32     | 3      |
| Totale carriera   | Totale carriera   | Totale carriera   | 161        | 23         |                 | 10              | 0               |                    | 14                 | 2                  |             | -           | -           | 185    | 25     |

### Cronologia presenze e reti in nazionale

#### Norvegia
| Cronologia completa delle presenze e delle reti in nazionale ― Norvegia | Cronologia completa delle presenze e delle reti in nazionale ― Norvegia | Cronologia completa delle presenze e delle reti in nazionale ― Norvegia | Cronologia completa delle presenze e delle reti in nazionale ― Norvegia | Cronologia completa delle presenze e delle reti in nazionale ― Norvegia | Cronologia completa delle presenze e delle reti in nazionale ― Norvegia | Cronologia completa delle presenze e delle reti in nazionale ― Norvegia | Cronologia completa delle presenze e delle reti in nazionale ― Norvegia |
| Data                                                                    | Città                                                                   | In casa                                                                 | Risultato                                                               | Ospiti                                                                  | Competizione                                                            | Reti                                                                    | Note                                                                    |
| ----------------------------------------------------------------------- | ----------------------------------------------------------------------- | ----------------------------------------------------------------------- | ----------------------------------------------------------------------- | ----------------------------------------------------------------------- | ----------------------------------------------------------------------- | ----------------------------------------------------------------------- | ----------------------------------------------------------------------- |
| 7-9-2023                                                                | Oslo                                                                    | Norvegia                                                                | 6 – 0                                                                   | Giordania                                                               | Amichevole                                                              | -                                                                       | 73’                                                                     |
| Totale                                                                  |                                                                         | Presenze                                                                | 1                                                                       |                                                                         | Reti                                                                    | 0                                                                       |                                                                         |

#### Marocco
| Cronologia completa delle presenze e delle reti in nazionale ― Marocco | Cronologia completa delle presenze e delle reti in nazionale ― Marocco | Cronologia completa delle presenze e delle reti in nazionale ― Marocco | Cronologia completa delle presenze e delle reti in nazionale ― Marocco | Cronologia completa delle presenze e delle reti in nazionale ― Marocco | Cronologia completa delle presenze e delle reti in nazionale ― Marocco | Cronologia completa delle presenze e delle reti in nazionale ― Marocco | Cronologia completa delle presenze e delle reti in nazionale ― Marocco |
| Data                                                                   | Città                                                                  | In casa                                                                | Risultato                                                              | Ospiti                                                                 | Competizione                                                           | Reti                                                                   | Note                                                                   |
| ---------------------------------------------------------------------- | ---------------------------------------------------------------------- | ---------------------------------------------------------------------- | ---------------------------------------------------------------------- | ---------------------------------------------------------------------- | ---------------------------------------------------------------------- | ---------------------------------------------------------------------- | ---------------------------------------------------------------------- |
| 15-10-2024                                                             | Oujda                                                                  | Rep. Centrafricana                                                     | 0 – 4                                                                  | Marocco                                                                | Qual. Coppa d'Africa 2025                                              | -                                                                      | 81’                                                                    |
| 9-6-2025                                                               | Fès                                                                    | Marocco                                                                | 1 – 0                                                                  | Benin                                                                  | Amichevole                                                             | -                                                                      | 63’                                                                    |
| Totale                                                                 |                                                                        | Presenze                                                               | 2                                                                      |                                                                        | Reti                                                                   | 0                                                                      |                                                                        |